# Его новая работа
«Его новая работа» (англ. His New Job, альтернативное название — Charlie’s New Job) — короткометражная немая комедия Чарли Чаплина, первый фильм, сделанный им по контракту с компанией «Essanay Studios». Премьера состоялась 1 февраля 1915.

## Сюжет
Фильм является ироническим прощанием Чаплина со студией «Keystone» (на что также намекают названия фильма и киностудии в нём).
Безработный (Чарли Чаплин в классическом образе) приходит на открытые пробы новых актёров в контору вымышленной киностудии «Lodestone». Туда же приходит ещё один полупьяный и косоглазый претендент (Бен Тёрпин), с которым у безработного сразу же возникает соперничество. Удачно пройдя пробы, безработный получает работу и отправляется на студию, где ставится какая-то историческая драма с гусарами и дамами. Сначала его направляют в помощь плотнику, однако когда один из актёров второго плана ссорится с режиссёром, безработному приказывают надеть в гримёрке гусарскую форму и участвовать в съёмках. Он, однако, сначала предпочитает сыграть с азартным плотником в кости, а затем путает гримёрки и надевает форму артиста, играющего главного героя. Попав на площадку, новоявленный актёр, пытаясь войти в образ, обрушивает декорации, неловко лишает приму нижней юбки и вообще совершает множество несуразных поступков. Ситуация усугубляется ещё и тем, что его недавний соперник принят на студию новым помощником плотника…

## В ролях
- Чарли Чаплин — безработный
- Бен Тёрпин — соперник безработного
- Шарлотта Мино — кинозвезда
- Лео Уайт — актёр в роли гусарского офицера / клерк в приёмной
- Роберт Болдер — президент студии
- Чарльз Стайн — кинорежиссёр
- Артур Бэйтс — плотник
- Джесс Роббинс — кинооператор
- Агнес Эйрс — секретарша
- Глория Свенсон — стенографистка
- Билли Армстронг — статист

## Интересные факты

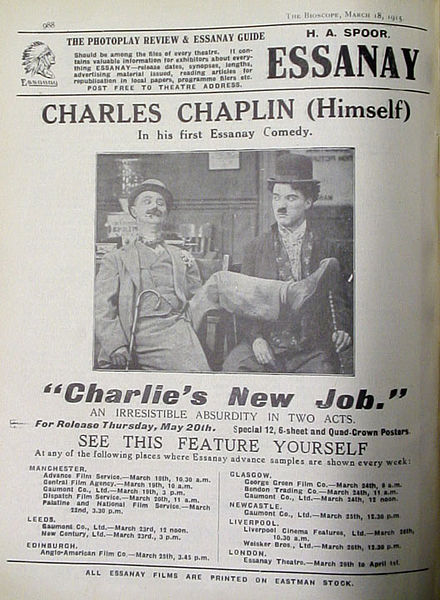
Страница журнала «Bioscope» с рекламой фильма «Его новая работа»

- Фильм снимался в павильоне студии Essanay в Чикаго.
- Премьера фильма в США состоялась 1 февраля 1915 года; в широкий прокат в Великобритании фильм вышел 20 мая.
- Первый фильм, в котором Чаплин был указан в титрах. В фильмах студии Keystone он в титрах не указывался (хотя при повторном выпуске его имя в титрах появилось).
- В этом фильме Чаплин попытался работать в паре с Беном Тёрпином, который был одним из самых популярных комедийных актёров студии Essanay. При том, что их обычные экранные образы довольно неплохо соответствовали друг другу, они не нашли общего языка и после следующего фильма Чаплин перестал приглашать Тёрпина в свои проекты, дав ему лишь крохотную роль в «Чемпионе». Позже актёр снимется в расширенной версии фильма «Кармен», которую доснимал другой режиссёр.
- В фильме также снялся Лео Уайт, популярный актёр, специализировавшийся на вспомогательных ролях комических «европейских джентльменов». Это была его первая совместная работа с Чаплином, после которой он стал одним из актёров постоянной «чаплинской» команды в Essanay.
- В фильме в эпизоде (в роли стенографистки) появляется будущая кинозвезда Глория Свенсон.